# Махачек, Фриц
Фриц Махачек (нем. Fritz Machatschek, 22 сентября 1876, Вишау — 25 сентября 1957, Мюнхен) — австрийский геоморфолог и физико-географ.
Учился в Венском университете, позднее получал дополнительное образование в Берлине и Цюрихе. В 1906 году получил должность приват-доцента Венского университета, которую занимал до 1915 года. Впоследствии был профессором целого ряда университетов в Австрии, Чехословакии, Швейцарии и Аргентине, параллельно с академической работой проводя активные полевые исследования в Западной Европе (в основном в Швейцарской Юре и Чешском массиве), Средней Азии (на Тянь-Шане) и Южной Америке (Пуна, Пампа). В 1951 году вышел в отставку и переехал в Мюнхен, где провёл последние годы жизни.
Его научные исследования были посвящены в основном изучению рельефа Земли и связи рельефа с геотектоникой на широкой палеогеографической основе; написал множество научных работ по геоморфологии. Основные труды: «Geomorphologie» (1919), «Das Relief der Erde» (2 тома, 1938—40). Махачек также известен как автор фундаментального «Геоморфологического словаря» на немецком языке с переводом на пять других — русский, английский, французский, испанский и итальянский.
В его честь названа гора на острове Аделейд.